# Municipio de Vermilion
El municipio de Vermilion (en inglés: Vermilion Township) es un municipio ubicado en el condado de Erie en el estado estadounidense de Ohio. En el año 2010 tenía una población de 4945 habitantes y una densidad poblacional de 85,93 personas por km².

## Geografía
El municipio de Vermilion se encuentra ubicado en las coordenadas 41°22′52″N 82°23′31″O / 41.38111, -82.39194. Según la Oficina del Censo de los Estados Unidos, el municipio tiene una superficie total de 57.55 km², de la cual 51,56 km² corresponden a tierra firme y (10,4 %) 5,99 km² es agua.

## Demografía
Según el censo de 2010, había 4945 personas residiendo en el municipio de Vermilion. La densidad de población era de 85,93 hab./km². De los 4945 habitantes, el municipio de Vermilion estaba compuesto por el 97,86 % blancos, el 0,24 % eran afroamericanos, el 0,16 % eran amerindios, el 0,26 % eran asiáticos, el 0,3 % eran de otras razas y el 1,17 % eran de una mezcla de razas. Del total de la población el 2,65 % eran hispanos o latinos de cualquier raza.